# Alcelaphus caama
El alcélafo caama (Alcelaphus caama) es una especie de antílope africano considerada durante mucho tiempo como una subespecie del alcélafo (Alcelaphus buselaphus caama).